# Rabas
Rabas (izvirno srbsko Рабас) je naselje v Srbiji, ki upravno spada pod Mesto Valjevo; slednja pa je del Kolubarskega upravnega okraja.
- Rabas - panorama
- Rabas - panorama
- Rabas - panorama
- Rabas - panorama
- Rabas - panorama
- Rabas - panorama
- Rabas - panorama

## Demografija
V naselju živi 130 polnoletnih prebivalcev, pri čemer je njihova povprečna starost 45,1 let (42,4 pri moških in 48,0 pri ženskah). Naselje ima 45 gospodinjstev, pri čemer je povprečno število članov na gospodinjstvo 3,33.
To naselje je popolnoma srbsko (glede na rezultate popisa iz leta 2002), a v času zadnjih treh popisov je opazno zmanjšanje števila prebivalcev.
|  |

| Demografija | Demografija     | Demografija     |
| Leto        | Št. prebivalcev | Št. prebivalcev |
| ----------- | --------------- | --------------- |
|             |                 |                 |
|             |                 |                 |
|             |                 |                 |
|             |                 |                 |
| 1948        | 263             |                 |
| 1953        | 260             |                 |
| 1961        | 263             |                 |
| 1971        | 241             |                 |
| 1981        | 235             |                 |
| 1991        | 197             | 196             |
| 2002        | 151             | 150             |
|             |                 |                 |

| Etnična sestava po popisu iz leta 2002 | Etnična sestava po popisu iz leta 2002 | Etnična sestava po popisu iz leta 2002 | Etnična sestava po popisu iz leta 2002 | Etnična sestava po popisu iz leta 2002 |
| -------------------------------------- | -------------------------------------- | -------------------------------------- | -------------------------------------- | -------------------------------------- |
| Srbi                                   | Srbi                                   |                                        | 150                                    | 100,0%                                 |
| Neznano                                | Neznano                                |                                        | 0                                      | 0,0%                                   |